# Proprioception
Proprioception eller Balancesansen, fra Latin proprius, betyder "ens egen", "individuel", og capio, kaperer, at tage eller holde om, i forståelse af den relative position af ens egen kropsdele og styrken det kræver at bevæge sige.
Hos mennesker styrer det af proprioceptorere (muskeltener) i de tværstribede skeletalmuskler og sener (Golgiorgan) og den fibrøse kapsel i leddene. Det adskilles fra eksteroception, ved den måde man ser verden omkring sig, og introception, ved den måde man opfatter smerter, sult, etc., og bevægelsen af interne organer